# LEW EL22
EL22 – lokomotywa elektryczna wyprodukowana w 1987 roku dla kolei przemysłowych. Wyprodukowano cztery elektrowozy przemysłowe wyeksportowane do radzieckich kolei przemysłowych. Elektrowozy prowadziły ciężkie pociągi towarowe.